# Quiero vivir a tu lado
Quiero vivir a tu lado é uma telenovela argentina produzida por Pol-ka Producciones e exibida pelo canal El Trece entre 23 de janeiro e 26 de maio de 2017.
É protagonizada por Mike Amigorena, Paola Krum, Alberto Ajaka e Florencia Peña.

## Sinopse
Thomas Justo e Alfred Romano são dois amigos de toda a vida, que ao se casarem com suas mulheres, Natalia Rouno e Veronica Romano fizeram amigos e seus filhos cresceram juntos. Mas tudo muda quando, desde o início da série, vem à luz um amor escondido que vai colocar um argumento tragicômico em suas vidas.

## Elenco
- Mike Amigorena como «Tomás Justo»
- Paola Krum como «Verónica De Romano»
- Florencia Peña como «Natalia Rouco»
- Alberto Ajaka como «Alfred Romano»
- Muriel Santa Ana como «Marcela Justo»
- Gabriela Toscano como «Susan Cordero»
- Carlos Belloso como «Aníbal»
- Mauricio Dayub como «Shimmy»
- Jimena Barón como «Florencia»
- Mario Pasik como «Eugenio Justo»
- Betiana Blum como «Graciela»
- Lizy Tagliani como «Silvia Troncoso»
- Darío Barassi como «Redondo»
- Julián Serrano como «Pedro Romano»
- Malena Narvay como «Juana Justo»
- Maida Andrenacci como «Irupe»
- Camila Peralta como «María»
- Manuela Viale como «Candela»
- Candelaria Molfese como «Natalia»(jovem)
- Demian Bello como «Rodrigo»
- Iride Mockert como «Jelly»
- Maximo Espindola como «Matias»
- Julieta Bartolome como «Veronica» (jovem)
- Juan Pablo Burgos como «Tomas» (jovem)
- Rodrigo Del Cerro como «Alfred» (jovem)
- Margarita De Luca como «Dora Justo»
- Maximiliano de la Cruz como «Damo»
- María Ibarreta como «Mamá de Verónica»
- David Masajnik como «Medico de Verónica»
- Fabián Arenillas como «Douglas Fox»

## Audiência
O primeiro capitulo estreou com 11,5 pontos de rating.